# Marat an-Numan
Marat an-Numan (arabsko معرة النعمان) je danes majhno mestece na zahodu Sirije, ki se nahaja ob avtocesti med Hamo in Alepom, nedaleč od »mrtvih mest« Bara in Serdžila. Mesto, ki so ga Grki imenovali Arra in križarji Marre, je današnje ime dobilo s kombinacijo tradicionalnega imena in imena prvega muslimanskega guvernerja Al Numana ibn Baširja, Mohamedovega tovariša.
Danes je v mestu najbolj znan muzej z mozaiki iz bližnjih mrtvih mest, poleg tega pa še mošeja z minaretom, ki so ga znova postavili po potresu leta 1170, medresa Abu al-Faravis iz leta 1190 in ostanki srednjeveške citadele. V mestu se je rodil tudi slepi pesnik Abu al-Ala al-Mari.

## Pokol v Mari
Do najbolj znanega dogodka, ki je ime mesta ponesel po celotnem Bližnjem vzhodu in svetu, je prišlo konec leta 1098, v času prve križarske vojne. Križarji pod poveljstvom Raymonda de Saint Gillesa in Bohemonda I. so se po zavzetju Antiohije znašli brez zadostnih zalog hrane za prihajajočo zimo. Med roparskimi pohodi po podeželju so se stradajoči in podhranjeni znašli tudi pred Marat an-Numanom ter 12. decembra prebili obrambni zid in vdrli v mesto. Večino izmed 20.000 prebivalcev so, kar je bilo za pričakovati glede na pretekle izkušnje, poklali, ker pa tudi tu niso našli zalog hrane, so pričeli jesti kar podjarmljene meščane.
Eden od križarskih poveljnikov je papežu sporočil »Strašna lakota je mučila armado v Mari in jo prisilila k strašni nuji, da se prehrani s trupli Saracenov.«
Kronist Radulph iz Caena je zapisal: »V Mari so naše čete odrasle žive kuhale v kotlih; otroke so nabodli na ražnje in jih pečene požrli.«
Ti dogodki so močno odjeknili po Bližnjem vzhodu. Križarje, ki so med lokalnim prebivalstvom že pred tem zaradi krutega ravnanja z muslimani, Judi in tudi pravoslavnimi kristjani (križarske vojne so se namreč pričele nedolgo po shizmi leta 1054) »sloveli« kot barbari, so v precej lokalnih jezikih pričeli poimenovati z besedami za ljudožerce. Podoba križarjev kot fanatičnih ljudožercev se je še dolga stoletja zatem pojavljala v arabski književnosti in precej avtorjev meni, da do teh dogodkov ni prišlo toliko zaradi lakote kot zaradi križarskega fanatičnega prepričanja, da so muslimani vredni še manj od živali. Amin Maalouf je v svoji knjigi Križarske vojne v arabskih očeh navedel ključni stavek za takšno splošno prepričanje med muslimani, namreč stavek Alberta iz Aachna: »Ne le, da se naši vojščaki niso branili jesti mrtve Turke in Saracene; jedli so tudi pse.«